# Скляр Ліана Федорівна
Ліана Федорівна Скляр — українська художниця, майстриня петриківського розпису, член Національної спілки художників України.
Дочка художниці Уляни Скляр, сестра-близнючка художниці Тетяни Пати (Скляр).

## Життєпис
У 1985 році закінчили петриківську дитячу художню школу, де її вчителем петриківського розпису був Федір Панко. Індивідуально навчалася петриківського розпису у Андрія Пікуша. Член Національної спілки художників України з 1994 року. У 2000 році закінчила Дніпропетровський національний університет.
Працює у Центрі народного мистецтва «Петриківка».
Учасниця обласних, національних і міжнародних виставок з 1989 року, зокрема персональних.
Твори зберігаються у Дніпровському художньому музеї, Дніпропетровському історичному музеї та Запорізькому художньому музеї.